# Shropshire Blue

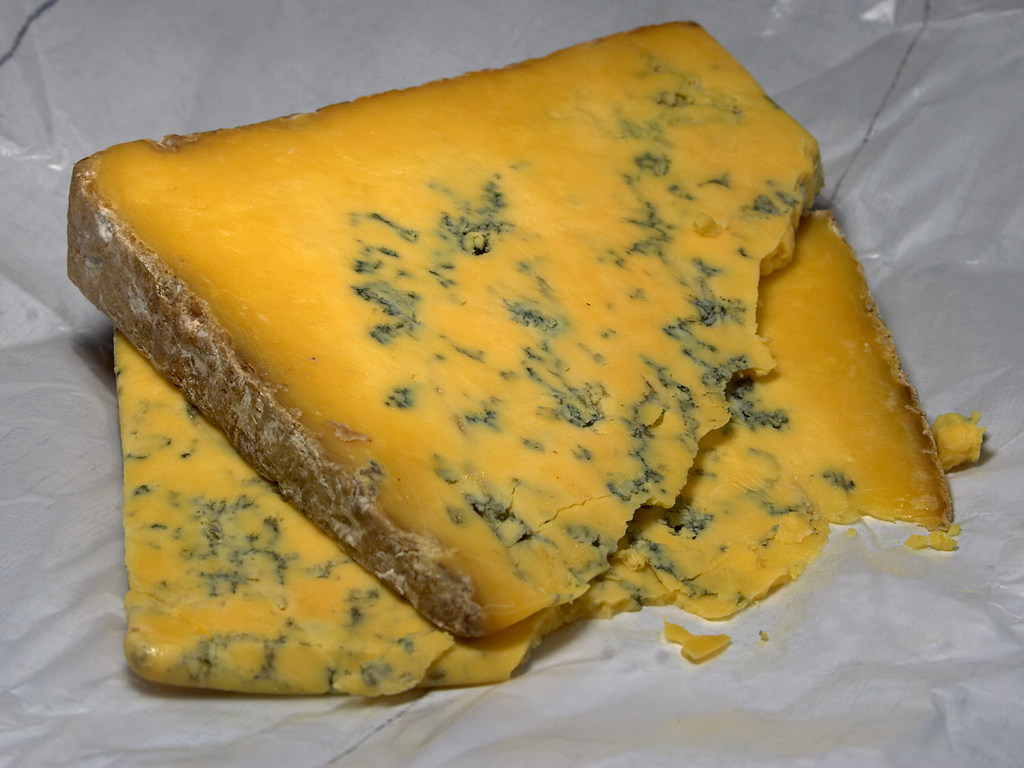
Shropshire Blue

Shropshire Blue ist ein englischer Blauschimmelkäse. Trotz seines Namens hatte er mit der Grafschaft Shropshire bis 2007 zunächst nichts zu tun.

## Geschichte
Entwickelt wurde der Käse in den 1970er Jahren in Inverness in Schottland von Andy Williamson. Dieser hatte zuvor
die Herstellung von Stilton erlernt. Der Käse hatte ursprünglich die Bezeichnung Inverness-shire Blue bzw. Blue Stuart, der heutige Name Shropshire Blue wurde ausschließlich zur Verkaufsförderung gewählt. Die Produktion des Käses wurde allerdings 1980 abgebrochen. Danach übernahmen die Käsemacher Elliot Hulme und Harry Hanlin die Produktion, auch diese blieb nicht lange erhalten. Die Käseherstellung ging dann an zwei andere Käsereien, die Long Clawson Dairy in Leicestershire und die Colston Bassett Dairy in Nottinghamshire, die den Käse bis heute herstellen. Dazu kam noch die Cropwell Bishop Creamery, diese beabsichtigte in einer Kooperation mit anderen englischen Käseherstellern in den 1990er Jahren, den Käse auch auf dem deutschen Markt zu etablieren. Der Shropshire Blue von Cropwell Bishop gewann 2006 den Titel Best English Cheese bei den British Cheese Awards. Tatsächlich in Shropshire hergestellt wird der Käse von der Shropshire Cheese Company erst seit 2007.

## Herstellung
Der Käse wird aus Kuhmilch hergestellt wie Stilton, auch die verwendete Pilzkultur, Penicillium roqueforti, ist diejenige, die für die Stiltonproduktion eingesetzt wird. Der Unterschied ist nur, dass dem Käsebruch Annatto hinzugefügt wird, was dem Käse seine typische orange Färbung verleiht. Der Käse hat eine Reifedauer von grundlegend 12 Wochen, kann aber die gleiche Dauer nochmals nachreifen. Die fertigen Käselaibe wiegen jeweils 8 Kilogramm und haben eine zylindrische Form mit einem Durchmesser von 20 cm und einer Höhe von 30 cm. Der Fettgehalt beträgt 48 %.

## Geschmack
Der Käse wird vom Mundgefühl als cremiger als Stilton und ein bisschen brüchig beschrieben. Der Geschmack ist schärfer als ein Stilton, er wird als weinähnlich-sauer mit Noten von Orangen und Zitronen bei einem süßlichen Nachgeschmack bewertet. Als Begleitgetränke werden dunkles Ale, kräftige Rotweine und Portwein empfohlen, der Käse eignet sich auch zum Kochen oder zum Verzehr mit Früchten.